# Liga Asobal
La Liga Asobal, conocida actualmente como Liga Nexus energía Asobal por motivos de patrocinio, es la competición de liga regular de balonmano español de la División de Honor masculina, que constituye la máxima categoría masculina de balonmano. A su vez, es la competición entre clubes de balonmano más importante de España y, desde el 7 de julio de 2022 ha sido declarada competición profesional por el Consejo Superior de Deportes. 
Está gestionada desde 1990 por la Asobal (Asociación de Clubes de Balonmano de España) que, el 28 de junio de 2023, se constituyó como Liga Profesional convirtiéndose en el tercer deporte en España con dicha categoría tras el fútbol y el baloncesto. Tal y como exige la Ley del Deporte de 2022, a partir de la temporada 2023-24 las relaciones de la liga profesional Asobal con la Real Federación Española de Balonmano (RFEBM), que es quien ostenta la titularidad legal de las competencias, se regularía a través de un convenio de Coordinación, en el que se deben detallar y concretar  las competencias y funciones que debe ejercer cada entidad deportiva en relación con la organización de la competición.

## Historia
Con anterioridad, de 1952 a 1958, se venía disputando el Campeonato de España de balonmano en sala o «a siete», denominación que tenía el Campeonato de Primera División Nacional que disputaba su fase final en eliminatorias.
Otra modalidad de balonmano, denominado Campeonato de España de balonmano a once, se disputó de manera discontinua y en formato copero entre 1942 y 1959, en ocasiones bajo el nombre de Copa del Generalísimo.
La Liga Asobal fue considerada durante los años entre 1990 y 2000, por algunos, como la mejor liga de balonmano del mundo. La competición, que disputan 16 equipos, consiste en una liga en la que se enfrentan todos los equipos contra todos a doble vuelta, y con un total de 30 jornadas. Cada equipo suma dos puntos por victoria y un punto por empate. Al final de la liga se proclama campeón el equipo que haya sumado más puntos.
El F. C. Barcelona es con 31 títulos, el club que en más ocasiones ha ganado el campeonato liguero, desde su creación en 1951 como Primera División Nacional. Los dos únicos equipos que han finalizado la Liga Asobal ganando todos los partidos, son el C. B. Ciudad Real en la temporada 2009-10, y el F. C. Barcelona en las temporadas 2013-14, 2014-15, 2015-16, 2016-17, 2019-20, 2020-21,y 2022-23. El FC Barcelona tiene el récord de 146 partidos consecutivos invictos (145 victorias y un empate), que duró 4 años, 10 meses y 26 días.
En la temporada 2019-20 la Liga Asobal quedó paralizada tras 19 jornadas (de 30), con el F. C. Barcelona líder con 38 puntos (19 partidos, 19 victorias), seguido del Ademar de León con 33 puntos y el BM. Logroño La Rioja con 30 puntos. La Federación Española de Balonmano, decidió dar por concluida la competición con la clasificación existente en el momento de la suspensión de las actividades como consecuencia de la pandemia de la COVID-19, y confirmó que el F. C. Barcelona era oficialmente el nuevo campeón de Liga. Tras la consecucion de este campeonato el conjunto catalán consiguió su décima Liga Asobal de forma consecutiva (2010/2011-2019/2020).

## Historial
| Temporada                                        | Entrenador            | Primero                              | Segundo                | Tercero                     | Cuarto                  | Quinto                      |
| ------------------------------------------------ | --------------------- | ------------------------------------ | ---------------------- | --------------------------- | ----------------------- | --------------------------- |
| Primera División Nacional (Campeonato de España) |                       |                                      |                        |                             |                         |                             |
| 1951-52                                          | Hans Kieter           | Atlético de Madrid                   | San Fernando de Madrid | Real Madrid                 | C.F. Badalona           | -                           |
| 1952-53                                          | -                     | Real Madrid                          | U.A. San Gervasio      | San Fernando de Madrid      | C.D. Sabadell           | -                           |
| 1953-54                                          | -                     | Atlético de Madrid                   | F. C. Barcelona        | Real Madrid                 | Español de Valencia     | -                           |
| 1954-55                                          | -                     | C.D. Sabadell                        | BM. Granollers         | Atlético de Madrid          | Amaikak Bat             | -                           |
| 1955-56                                          | Josep Vilà            | BM. Granollers*                      | Atlético de Madrid     | U.G. Badalona               | Real Madrid             | -                           |
| 1956-57                                          | Josep Vilà            | BM. Granollers                       | C.D. Sabadell          | Real Madrid                 | Amaikak Bat             | -                           |
| 1957-58                                          | Josep Vilà            | BM. Granollers                       | F. C. Barcelona        | Atlético de Madrid          | C.D. Sabadell           | -                           |
| División de Honor                                |                       |                                      |                        |                             |                         |                             |
| 1958-59                                          | Josep Vilà            | BM. Granollers                       | Atlético de Madrid     | C.D. Sabadell               | Obras del Puerto        | Altos Hornos                |
| 1959-60                                          | Josep Vilà            | BM. Granollers                       | Obras del Puerto       | Atlético de Madrid          | Amaikak Bat             | C.D. Sabadell               |
| 1960-61                                          | Josep Vilà            | BM. Granollers                       | Atlético de Madrid     | Amaikat Bat                 | C.D. Sabadell           | Altos Hornos                |
| 1961-62                                          | Domingo Bárcenas      | Atlético de Madrid                   | BM. Granollers         | Automovilismo               | C.B. Gaztelueta         | -                           |
| 1962-63                                          | Domingo Bárcenas      | Atlético de Madrid                   | BM. Granollers         | OAR Gracia Sabadell         | Automovilismo           | -                           |
| 1963-64                                          | Domingo Bárcenas      | Atlético de Madrid                   | Salleko                | Altos Hornos                | C.B. Gaztelueta         | Automovilismo               |
| 1964-65                                          | Domingo Bárcenas      | Atlético de Madrid                   | Salleko                | Pizarro                     | Altos Hornos            | La Salle                    |
| 1965-66                                          | Miquel Roca Mas       | BM. Granollers                       | BM. Atlético de Madrid | BM. Valencia                | Ademar de Zaragoza      | Obras del Puerto            |
| 1966-67                                          | Miquel Roca Mas       | BM. Granollers                       | Atlético de Madrid     | Salleko                     | Pizarro                 | SEAT Madrid                 |
| 1967-68                                          | Miquel Roca Mas       | BM. Granollers-Camp                  | F. C. Barcelona        | Atlético de Madrid          | Altos Hornos            | Salleko                     |
| 1968-69                                          | Antonio Lázaro        | F.C. Barcelona                       | Altos Hornos           | BM. Granollers-Camp         | Atlético de Madrid      | Eguía                       |
| 1969-70                                          | Miquel Roca Mas       | BM. Granollers-Camp                  | Atlético de Madrid     | Picadero                    | F. C. Barcelona         | C.D. Anaitasuna             |
| 1970-71                                          | Miquel Roca Mas       | BM. Granollers-Camp                  | F. C. Barcelona        | Atlético de Madrid          | Marcol Valencia         | Picadero                    |
| 1971-72                                          | Miquel Roca Mas       | BM. Granollers-Camp                  | Atlético de Madrid     | F. C. Barcelona             | Marcol Valencia         | C.D. Anaitasuna             |
| 1972-73                                          | Josep Vilà            | F.C. Barcelona                       | Picadero               | Atlético de Madrid          | BM. Granollers-Camp     | San Antonio                 |
| 1973-74                                          | Miquel Roca Mas       | BM. Granollers-Camp                  | Atlético de Madrid     | F. C. Barcelona             | C.B. Calpisa            | Bidasoa Irún                |
| 1974-75                                          | Miquel Roca Mas       | C.B. Calpisa                         | F. C. Barcelona        | BM. Granollers-Camp         | Marcol Valencia         | Atlético de Madrid          |
| 1975-76                                          | Miquel Roca Mas       | C.B. Calpisa                         | Atlético de Madrid     | F. C. Barcelona             | Marcol Valencia         | BM. Granollers-Camp         |
| 1976-77                                          | Miquel Roca Mas       | C.B. Calpisa                         | Atlético de Madrid     | F. C. Barcelona             | Marcol Valencia         | BM. Granollers-Camp         |
| 1977-78                                          | Miquel Roca Mas       | C.B. Calpisa                         | Atlético de Madrid     | F. C. Barcelona             | Marcol Valencia         | BM. Granollers-Camp         |
| 1978-79                                          | Juan de Dios Román    | Atlético de Madrid                   | C.B. Calpisa           | F. C. Barcelona             | Marcol Valencia         | San Antonio                 |
| 1979-80                                          | Miquel Roca Mas       | F.C. Barcelona                       | C.B. Calpisa           | Atlético de Madrid          | BM. Granollers          | Bidasoa Irún                |
| 1980-81                                          | Juan de Dios Román    | Atlético de Madrid                   | F. C. Barcelona        | C.B. Calpisa                | Michelín Valladolid     | ADA Jaén                    |
| 1981-82                                          | Sergi Petit           | F.C. Barcelona                       | Atlético de Madrid     | BM. Granollers              | Michelín Valladolid     | BM. Málaga                  |
| 1982-83                                          | Juan de Dios Román    | Atlético de Madrid                   | F. C. Barcelona        | BM. Granollers              | Bidasoa Irún            | Michelín Valladolid         |
| 1983-84                                          | Juan de Dios Román    | Atlético de Madrid                   | F. C. Barcelona        | C.B. Tecnisán Alicante      | BM. Granollers          | Bidasoa Irún                |
| 1984-85                                          | Juan de Dios Román    | Atlético de Madrid                   | F. C. Barcelona        | C.B. Tecnisán Alicante      | BM. Granollers          | G.D. Teka Santander         |
| 1985-86                                          | Valero Rivera         | F.C. Barcelona                       | BM. Atlético de Madrid | Cacaolat BM. Granollers     | Elgorriaga Bidasoa      | C.B. Tecnisán Alicante      |
| 1986-87                                          | Juantxo Villarreal    | Elgorriaga Bidasoa                   | F. C. Barcelona        | C.B. Tecnisán Alicante      | C.D. Cajamadrid         | BM. Atlético de Madrid      |
| 1987-88                                          | Valero Rivera         | F.C. Barcelona                       | C.D. Cajamadrid        | Cacaolat BM. Granollers     | BM. Atlético de Madrid  | G.D. Teka Santander         |
| 1988-89                                          | Valero Rivera         | F.C. Barcelona                       | G.D. Teka Santander    | C.D. Cajamadrid             | Cacaolat BM. Granollers | Atlético de Madrid Alaplana |
| 1989-90                                          | Valero Rivera         | F.C. Barcelona                       | G.D. Teka Santander    | Atlético de Madrid Alaplana | Cacaolat BM. Granollers | Avidesa Valencia            |
| Liga Asobal                                      |                       |                                      |                        |                             |                         |                             |
| 1990-91                                          | Valero Rivera         | F.C. Barcelona                       | G.D. Teka Santander    | BM. Atlético de Madrid      | Elgorriaga Bidasoa      | BM. Alzira                  |
| 1991-92                                          | Valero Rivera         | F.C. Barcelona                       | BM. Granollers         | BM. Atlético de Madrid      | BM. Alzira              | G.D. Teka Santander         |
| 1992-93                                          | Emilio Alonso         | G.D. Teka Santander                  | BM. Granollers         | F. C. Barcelona             | BM. Alzira              | Elgorriaga Bidasoa          |
| 1993-94                                          | Julián Ruiz           | G.D. Teka Santander                  | Elgorriaga Bidasoa     | F. C. Barcelona             | BM. Alzira              | BM. Granollers              |
| 1994-95                                          | Juantxo Villarreal    | Elgorriaga Bidasoa                   | F. C. Barcelona        | G.D. Teka Santander         | Caja Pontevedra Teucro  | Cadagua Gáldar              |
| 1995-96                                          | Valero Rivera         | F.C. Barcelona                       | G.D. Teka Santander    | Elgorriaga Bidasoa          | Pilotes Posada          | BM. Granollers              |
| 1996-97                                          | Valero Rivera         | F.C. Barcelona                       | Prosesa Ademar         | Caja Cantabria              | BM. Valladolid          | Elgorriaga Bidasoa          |
| 1997-98                                          | Valero Rivera         | F.C. Barcelona                       | Portland San Antonio   | Prosesa Ademar              | Caja Cantabria          | BM. Valladolid              |
| 1998-99                                          | Valero Rivera         | F.C. Barcelona                       | Ademar de León         | BM. Ciudad Real             | Portland San Antonio    | Caja Cantabria              |
| 1999-00                                          | Valero Rivera         | F.C. Barcelona                       | Portland San Antonio   | Ademar de León              | Bidasoa Irún            | C.B. Cantabria              |
| 2000-01                                          | Manuel Cadenas        | Caja España Ademar                   | F. C. Barcelona        | Portland San Antonio        | Cadagua Gáldar          | BM. Ciudad Real             |
| 2001-02                                          | "Zupo" Equisoain      | Portland San Antonio                 | F. C. Barcelona        | Caja España Ademar          | BM. Ciudad Real         | BM. Altea                   |
| 2002-03                                          | Valero Rivera         | F.C. Barcelona                       | BM. Ciudad Real        | Caja España Ademar          | Portland San Antonio    | BM. Valladolid              |
| 2003-04                                          | Juan de Dios Román    | BM. Ciudad Real                      | F. C. Barcelona        | Portland San Antonio        | Caja España Ademar      | BM. Valladolid              |
| 2004-05                                          | "Zupo" Equisoain      | Portland San Antonio                 | BM. Ciudad Real        | Caja España Ademar          | F. C. Barcelona         | BM. Valladolid              |
| 2005-06                                          | Xesco Espar           | F.C. Barcelona CIFEC                 | BM. Ciudad Real        | Portland San Antonio        | BM. Valladolid          | Caja España Ademar          |
| 2006-07                                          | Raúl González         | BM. Ciudad Real                      | Portland San Antonio   | Ademar de León              | F. C. Barcelona         | BM. Valladolid              |
| 2007-08                                          | Talant Dujshebaev     | BM. Ciudad Real                      | F. C. Barcelona Borges | Ademar de León              | Portland San Antonio    | BM. Valladolid              |
| 2008-09                                          | Talant Dujshebaev     | BM. Ciudad Real                      | F. C. Barcelona Borges | Pevafersa Valladolid        | Portland San Antonio    | Reale Ademar León           |
| 2009-10                                          | Talant Dujshebaev     | BM. Ciudad Real                      | F. C. Barcelona Borges | Pevafersa Valladolid        | Reale Ademar León       | Naturhouse La Rioja         |
| 2010-11                                          | Xavier Pascual        | F.C. Barcelona Borges                | Renovalia Ciudad Real  | Reale Ademar León           | Fraikin BM. Granollers  | Cuatro Rayas Valladolid     |
| 2011-12                                          | Xavier Pascual        | F.C. Barcelona Intersport            | BM. Atlético de Madrid | Reale Ademar León           | Cuatro Rayas Valladolid | Caja3-BM. Aragón            |
| 2012-13                                          | Xavier Pascual        | F.C. Barcelona Intersport            | BM. Atlético de Madrid | Naturhouse La Rioja         | Reale Ademar León       | BM. Aragón                  |
| 2013-14                                          | Xavier Pascual        | F.C. Barcelona Intersport            | Naturhouse La Rioja    | Fraikin BM. Granollers      | BM. Huesca              | Reale Ademar León           |
| 2014-15                                          | Xavier Pascual        | F.C. Barcelona Intersport            | Naturhouse La Rioja    | Fraikin BM. Granollers      | Helvetia Anaitasuna     | Frigoríficos Morrazo        |
| 2015-16                                          | Xavier Pascual        | F.C. Barcelona Lassa                 | Naturhouse La Rioja    | ABANCA Ademar León          | Fraikin BM. Granollers  | Frigoríficos Morrazo        |
| 2016-17                                          | Xavier Pascual        | F.C. Barcelona Lassa                 | ABANCA Ademar León     | Naturhouse La Rioja         | Fraikin BM. Granollers  | Helvetia Anaitasuna         |
| 2017-18                                          | Xavier Pascual        | F.C. Barcelona Lassa                 | ABANCA Ademar León     | Fraikin BM. Granollers      | BM Logroño La Rioja     | Liberbank Ciudad Encantada  |
| 2018-19                                          | Xavier Pascual        | F.C. Barcelona Lassa                 | Bidasoa Irún           | BM Logroño La Rioja         | ABANCA Ademar León      | Fraikin BM. Granollers      |
| 2019-20                                          | Xavier Pascual        | F.C. Barcelona Assistència Sanitària | ABANCA Ademar León     | BM Logroño La Rioja         | Bidasoa Irún            | Liberbank Cuenca            |
| 2020-21                                          | Xavier Pascual        | F.C. Barcelona Intersport            | Bidasoa Irún           | BM Logroño La Rioja         | Fraikin BM Granollers   | Bada Huesca                 |
| 2021-22                                          | Antonio Carlos Ortega | Barça                                | Fraikin BM Granollers  | Bidasoa Irún                | BM Benidorm             | Incarlopsa Cuenca           |
| 2022-23                                          | Antonio Carlos Ortega | Barça                                | Rebi Balonmano Cuenca  | Fraikin BM Granollers       | Bidasoa Irún            | BM Logroño La Rioja         |
| 2023-24                                          | Antonio Carlos Ortega | Barça                                | Bidasoa Irún           | Fraikin BM Granollers       | BM Logroño La Rioja     | Abanca Ademar León          |
| 2024-25                                          | Antonio Carlos Ortega | Barça                                | Fraikin BM Granollers  | Bathco BM. Torrelavega      | Bidasoa Irún            | BM Logroño La Rioja         |

* En la primera edición de la Copa de Europa, la temporada 1956-57, aunque por derecho le correspondía participar al BM Granollers, se presentó una selección de jugadores de la provincia de Barcelona.
| Color | Competición                        |
| ----- | ---------------------------------- |
|       | Copa de Europa / Liga de Campeones |
|       | Recopa de Europa                   |
|       | Copa IHF / Liga Europea de la EHF  |
|       | City Cup / Challenge Cup           |

## Palmarés

### Palmarés Asobal
| Equipo                  | Campeón | Subcampeón | Años Campeón | Años Subcampeón                          |
| ----------------------- | ------- | ---------- | --- | ---------------------------------------- |
| F. C. Barcelona         | 24      | 7          | 1991, 1992, 1996, 1997, 1998, 1999, 2000, 2003, 2006, 2011, 2012, 2013, 2014, 2015, 2016, 2017, 2018, 2019, 2020, 2021, 2022, 2023, 2024, 2025 | 1995, 2001, 2002, 2004, 2008, 2009, 2010 |
| C.B. Ciudad Real        | 5       | 4          | 2004, 2007, 2008, 2009, 2010 | 2003, 2005, 2006, 2011                   |
| S.D.C. San Antonio      | 2       | 3          | 2002, 2005 | 1998, 2000, 2007                         |
| C.B. Cantabria          | 2       | 2          | 1993, 1994 | 1991, 1996                               |
| C.B. Ademar León        | 1       | 5          | 2001 | 1997, 1999, 2017, 2018, 2020             |
| C.D. Bidasoa Irún       | 1       | 4          | 1995 | 1994, 2019, 2021, 2024                   |
| C.B. Logroño            |         | 3          | | 2014, 2015, 2016                         |
| C.B. Granollers         |         | 4          | | 1992, 1993, 2022, 2025                   |
| C.B. Atlético de Madrid |         | 2          | | 2012, 2013                               |

### Palmarés Primera División + División de Honor + Asobal
| Equipo                  | Campeón | Subcampeón | Años Campeón | Años Subcampeón                                                                                      |
| ----------------------- | ------- | ---------- | --- | --- |
| F. C. Barcelona         | 32      | 17         | 1969, 1973, 1980, 1982, 1986, 1988, 1989, 1990, 1991, 1992, 1996, 1997, 1998, 1999, 2000, 2003, 2006, 2011, 2012, 2013, 2014, 2015, 2016, 2017, 2018, 2019, 2020, 2021, 2022, 2023, 2024, 2025 | 1954, 1958, 1968, 1971, 1975, 1981, 1983, 1984, 1985, 1987, 1995, 2001, 2002, 2004, 2008, 2009, 2010 |
| C.B. Granollers         | 13      | 7          | 1956, 1957, 1958, 1959, 1960, 1961, 1966, 1967, 1968, 1970, 1971, 1972, 1974 | 1955, 1962, 1963, 1992, 1993, 2022, 2025                                                             |
| C.B. Atlético de Madrid | 11      | 15         | 1952, 1954, 1962, 1963, 1964, 1965, 1979, 1981, 1983, 1984, 1985 | 1956, 1959, 1961, 1966, 1967, 1970, 1972, 1974, 1976, 1977, 1978, 1982, 1986, 2012, 2013             |
| C.B. Ciudad Real        | 5       | 4          | 2004, 2007, 2008, 2009, 2010 | 2003, 2005, 2006, 2011                                                                               |
| C.B. Calpisa            | 4       | 2          | 1975, 1976, 1977, 1978 | 1979, 1980                                                                                           |
| C.B. Cantabria          | 2       | 4          | 1993, 1994 | 1989, 1990, 1991, 1996                                                                               |
| C.D. Bidasoa Irún       | 2       | 4          | 1987, 1995 | 1994, 2019, 2021, 2024                                                                               |
| S.D.C. San Antonio      | 2       | 3          | 2002, 2005 | 1998, 2000, 2007                                                                                     |
| C.B. Ademar León        | 1       | 5          | 2001 | 1997, 1999, 2017, 2018, 2020                                                                         |
| C.D. Sabadell           | 1       | 1          | 1955 | 1957                                                                                                 |
| Real Madrid             | 1       |            | 1953 | |
| C.B. Logroño            |         | 3          | | 2014, 2015, 2016                                                                                     |
| Salleko                 |         | 2          | | 1964, 1965                                                                                           |
| San Fernando de Madrid  |         | 1          | | 1952                                                                                                 |
| San Gervasio            |         | 1          | | 1953                                                                                                 |
| Obras del Puerto        |         | 1          | | 1960                                                                                                 |
| Altos Hornos            |         | 1          | | 1969                                                                                                 |
| Picadero                |         | 1          | | 1973                                                                                                 |
| C.D. Cajamadrid         |         | 1          | | 1988                                                                                                 |
| C.D.B. Ciudad Encantada |         | 1          | | 2023                                                                                                 |

## Clasificación histórica
Actualizado a fin de la temporada 2023-24.
     Equipos que participan en la temporada 2024-25.

     En cursiva equipos desaparecidos.

| Pos. | Equipo                      | Temp. | P.J. | P.G. | P.E. | P.P. | G.F.   | G.C.   | D.G.   | Puntos |
| ---- | --------------------------- | ----- | ---- | ---- | ---- | ---- | ------ | ------ | ------ | ------ |
| 1.º  | F. C. Barcelona             | 33    | 974  | 875  | 27   | 72   | 32.027 | 23.778 | +8.249 | 1.777  |
| 2.º  | C.B. Ademar León            | 29    | 859  | 534  | 89   | 236  | 25.293 | 22.893 | +2.400 | 1.157  |
| 3.º  | C.B. Granollers             | 33    | 965  | 488  | 103  | 374  | 26.554 | 25.818 | +736   | 1.082  |
| 4.º  | C.D. Bidasoa Irún           | 25    | 734  | 369  | 79   | 286  | 19.099 | 18.601 | +498   | 817    |
| 5.º  | C.B. Valladolid             | 24    | 701  | 371  | 69   | 261  | 19.756 | 18.960 | +796   | 811    |
| 6.º  | C.B. Ciudad Real            | 19    | 560  | 367  | 40   | 153  | 16.084 | 14.353 | +1.731 | 774    |
| 7.º  | S.D.C. San Antonio          | 20    | 602  | 357  | 59   | 186  | 16.509 | 15.503 | +1.006 | 773    |
| 8.º  | C.B. Logroño                | 23    | 498  | 279  | 45   | 174  | 14.713 | 14.082 | +631   | 603    |
| 9.º  | C.B. Cantabria              | 18    | 529  | 280  | 40   | 209  | 13.928 | 13.537 | +391   | 600    |
| 10.º | C.D.B.B. Ciudad Encantada   | 20    | 591  | 238  | 71   | 282  | 15.623 | 16.241 | -618   | 546    |
| 11.º | C.B. Cangas                 | 22    | 679  | 193  | 89   | 397  | 17.052 | 18.891 | -1.839 | 475    |
| 12.º | S.D. Teucro                 | 18    | 524  | 181  | 65   | 278  | 13.503 | 14.421 | -918   | 427    |
| 13.º | C.D.B.B. Aragón             | 13    | 380  | 161  | 28   | 191  | 10.708 | 11.018 | -310   | 350    |
| 14.º | C.B. Huesca                 | 12    | 348  | 150  | 45   | 153  | 9.651  | 10.104 | -453   | 345    |
| 15.º | C.B. Gáldar                 | 12    | 334  | 147  | 49   | 138  | 9.123  | 9.106  | +17    | 343    |
| 16.º | S.C.D.R. Anaitasuna         | 12    | 348  | 142  | 42   | 174  | 9.116  | 9.306  | -190   | 326    |
| 17.º | A.D. Guadalajara            | 15    | 437  | 129  | 60   | 248  | 11.275 | 12.166 | -891   | 318    |
| 18.º | S.D. Octavio                | 13    | 386  | 123  | 43   | 220  | 10.349 | 11.090 | -741   | 289    |
| 19.º | C.BM. Puente Genil          | 11    | 351  | 123  | 36   | 192  | 9.495  | 10.025 | -530   | 272    |
| 20º  | C.B. Benidorm               | 9     | 258  | 101  | 37   | 120  | 7.113  | 7.322  | -209   | 239    |
| 21.º | C.B. Atlético de Madrid     | 6     | 178  | 111  | 12   | 55   | 4.593  | 4.124  | 469    | 234    |
| 22.º | C.B. Altea                  | 9     | 270  | 97   | 30   | 143  | 6.899  | 7.252  | -353   | 224    |
| 23.º | Atlético Valladolid         | 8     | 233  | 100  | 16   | 117  | 6.702  | 6.852  | -150   | 216    |
| 24.º | J.D. Arrate                 | 11    | 331  | 89   | 34   | 208  | 8.307  | 9.133  | -826   | 212    |
| 25.º | C.B. Torrevieja             | 9     | 270  | 79   | 30   | 161  | 7.117  | 7.700  | -583   | 188    |
| 26.º | C.B. Puerto Sagunto         | 10    | 288  | 70   | 33   | 185  | 7.665  | 8.631  | -966   | 173    |
| 27.º | C.B. Alzira                 | 5     | 146  | 77   | 10   | 59   | 3.741  | 3.667  | 74     | 164    |
| 28.º | C.B. Antequera              | 6     | 180  | 58   | 19   | 103  | 4.798  | 5.140  | -342   | 135    |
| 29.º | C.B. Valencia               | 8     | 234  | 58   | 17   | 159  | 6.032  | 6.884  | -852   | 133    |
| 30.º | C.D.E. Sinfín               | 8     | 197  | 52   | 26   | 119  | 5.318  | 5.883  | -565   | 128    |
| 31.º | Juventud Alcalá             | 5     | 144  | 55   | 16   | 73   | 3.469  | 3.562  | -93    | 126    |
| 32.º | Maristas Málaga             | 5     | 141  | 54   | 14   | 73   | 3.614  | 3.668  | -54    | 122    |
| 33.º | C.B. Villa de Aranda        | 5     | 149  | 45   | 22   | 82   | 3.993  | 4.256  | -263   | 112    |
| 34.º | C.B. Ciudad de Almería      | 7     | 210  | 47   | 12   | 151  | 5.341  | 6.113  | -772   | 106    |
| 35.º | C.B. Alcobendas             | 7     | 210  | 43   | 16   | 151  | 5.320  | 6.100  | -780   | 102    |
| 36.º | C.B. Nava                   | 4     | 113  | 37   | 17   | 59   | 3.034  | 3.290  | -256   | 91     |
| 37.º | C.B. Barakaldo              | 6     | 186  | 33   | 22   | 131  | 4.622  | 5.444  | -822   | 88     |
| 38.º | Balonmano Torrelavega       | 3     | 90   | 38   | 7    | 45   | 2.671  | 2.738  | -67    | 83     |
| 39.º | C.B. Chapela                | 4     | 110  | 29   | 11   | 70   | 2.442  | 2.806  | -364   | 69     |
| 40.º | C.B. Alicante               | 3     | 92   | 28   | 11   | 53   | 2.084  | 2.211  | -127   | 67     |
| 41.º | Algeciras                   | 3     | 90   | 26   | 12   | 52   | 2.475  | 2.753  | -278   | 64     |
| 42.º | C.B. Naranco                | 3     | 92   | 16   | 5    | 71   | 1.936  | 2.255  | -319   | 37     |
| 43.º | C.B. Zamora                 | 2     | 60   | 13   | 6    | 41   | 1.499  | 1.734  | -235   | 32     |
| 44.º | Gijón Jovellanos            | 2     | 60   | 14   | 3    | 43   | 1.448  | 1.648  | -200   | 31     |
| 45.º | Toledo                      | 2     | 60   | 12   | 5    | 43   | 1.631  | 1.859  | -228   | 29     |
| 46.º | C.B Cisne                   | 2     | 64   | 12   | 3    | 49   | 1.685  | 2.008  | -323   | 27     |
| 47.º | Tenerife Tres de Mayo       | 1     | 29   | 10   | 2    | 17   | 690    | 751    | -61    | 22     |
| 48.º | C.B. Puerto Cruz Tenerife   | 1     | 29   | 10   | 1    | 18   | 629    | 710    | -81    | 21     |
| 49.º | C.B. Pozoblanco             | 1     | 30   | 6    | 6    | 18   | 770    | 852    | -82    | 18     |
| 50.º | ARS Palma del Río           | 1     | 30   | 5    | 2    | 23   | 744    | 866    | -122   | 12     |
| 51.º | CB Huétor Tájar             | 1     | 30   | 3    | 6    | 21   | 749    | 874    | -125   | 12     |
| 52.º | C.B. Los Dólmenes Antequera | 1     | 30   | 2    | 2    | 26   | 713    | 905    | -192   | 6      |

## Máximos goleadores históricos
Última actualización: 1 de junio de 2022
| Pos | Nombre             | Goles | Temporadas | Equipos                                                                                                 |
| --- | ------------------ | ----- | ---------- | --- |
| 1.º | Juanín García      | 2.684 | 23         | Ademar León, F. C. Barcelona y C.B. Logroño                                                             |
| 2.º | Demetrio Lozano    | 1.912 | 20         | Juventud Alcalá, Ademar León, F. C. Barcelona, San Antonio y C.D.B. Aragón                              |
| 3.º | Fernando Hernández | 1.879 | 22         | C.B. Valladolid, Ademar León, F. C. Barcelona, San Antonio y Atlético Valladolid                        |
| 4.º | Mateo Garralda     | 1.834 | 19         | Granollers, Atlético de Madrid, C.B. Cantabria, F. C. Barcelona, San Antonio, Ademar León y Guadalajara |
| 5.º | Velamir Rajić      | 1.704 | 15         | Atlético de Madrid, S.D. Teucro, Galdar y Almería                                                       |
| 6.º | Enric Masip        | 1.682 | 14         | Granollers y F. C. Barcelona                                                                            |
| 7.º | Iker Romero        | 1.625 | 14         | C.B. Valladolid, Ademar León, Ciudad Real y F. C. Barcelona                                             |
| 8.º | Oleg Lvov          | 1.622 | 11         | San Antonio                                                                                             |
| 9.º | Alberto Entrerríos | 1.621 | 15         | Naranco, Ademar León, F. C. Barcelona, Ciudad Real y Atlético de Madrid                                 |

* en activo

## Máximo goleador por temporada
| Temporada | Jugador                 | Nacionalidad         | Equipo                   | Partidos | Goles | Promedio |
| --------- | ----------------------- | -------------------- | ------------------------ | -------- | ----- | -------- |
| 1990-91   | Zlatko Portner          | Yugoslavia           | F. C. Barcelona          | 30       | 256   | 8,533    |
| 1991-92   | Valeri Gopin            | Rusia                | Puleva Maristas          | 28       | 236   | 8,429    |
| 1992-93   | Valeri Gopin            | Rusia                | Puleva Maristas          | 26       | 219   | 8,423    |
| 1993-94   | Václav Lanča            | Rep. Checa           | BM. Guadalajara          | 31       | 210   | 6,774    |
| 1994-95   | Zoran Mikulić           | Croacia              | Pilotes Posada Octavio   | 29       | 262   | 9,034    |
| 1995-96   | Oleg Lvov               | Rusia                | Pilotes Posada Octavio   | 30       | 229   | 7,633    |
| 1996-97   | Dragan Škrbić           | Yugoslavia           | Prosesa Ademar León      | 30       | 243   | 8,100    |
| 1997-98   | Chechu Villaldea        | España               | Portland San Antonio     | 25       | 178   | 7,120    |
| 1998-99   | Andrei Parashenko       | Bielorrusia          | Cadagua Gáldar           | 26       | 195   | 7,500    |
| 1999-00   | Patrick Cazal           | Francia              | Elgorriaga Bidasoa       | 29       | 166   | 5,724    |
| 2000-01   | Julio Muñoz             | España               | Cadagua Gáldar           | 26       | 169   | 6,500    |
| 2001-02   | Rafael Dasilva Iglesias | España               | Caja Pontevedra Teucro   | 30       | 201   | 6,700    |
| 2002-03   | Bilal Šuman             | Bosnia y Herzegovina | UPV Barakaldo            | 30       | 196   | 6,533    |
| 2003-04   | Julio Fis               | Cuba                 | BM. Valladolid           | 30       | 240   | 8,000    |
| 2004-05   | Julio Fis               | Cuba                 | BM. Valladolid           | 30       | 271   | 9,033    |
| 2005-06   | Eric Gull               | Argentina            | BM. Valladolid           | 30       | 220   | 7,333    |
| 2006-07   | Davor Čutura            | Serbia               | J.D. Arrate              | 30       | 230   | 7,667    |
| 2007-08   | Iker Romero             | España               | F. C. Barcelona          | 29       | 197   | 6,793    |
| 2008-09   | Marko Ćuruvija          | Serbia               | Caja Pontevedra Teucro   | 30       | 209   | 6,967    |
| 2009-10   | Josep Masachs           | España               | Pilotes Posada Octavio   | 30       | 183   | 6,100    |
| 2010-11   | Rafael Baena            | España               | CB Antequera             | 29       | 179   | 6,172    |
| 2011-12   | Jorge Paván             | Cuba                 | Bmno. Ciudad Encantada   | 30       | 191   | 6,367    |
| 2012-13   | Alex Dujshebaev         | España               | Caja3 Bmno. Aragón       | 29       | 198   | 6,828    |
| 2013-14   | José Mario Carrillo     | España               | Reale Ademar León        | 30       | 179   | 5,967    |
| 2014-15   | Juan Antonio Vázquez    | España               | BM Puente Genil          | 28       | 216   | 7,714    |
| 2015-16   | Guillermo Corzo         | Cuba                 | BM. Puerto Sagunto       | 28       | 199   | 7,107    |
| 2016-17   | Chema Márquez           | España               | AD Ciudad de Guadalajara | 30       | 200   | 6,667    |
| 2017-18   | Chema Márquez           | España               | Quabit Guadalajara       | 30       | 196   | 6,53     |
| 2018-19   | Davor Čutura            | Serbia               | Condes de Albarei Teucro | 29       | 200   | 6,90     |
| 2019-20   | Adrià Figueras          | España               | Fraikin BM. Granollers   | 19       | 139   | 7,32     |
| 2020-21   | Jorge Serrano           | España               | Atlético Valladolid      | 34       | 217   | 6,38     |
| 2021-22   | Chema Márquez           | España               | Fraikin BM. Granollers   | 30       | 206   | 6,87     |
| 2022-23   | Joaquim Nazaré          | Portugal             | Rebi Balonmano Cuenca    | 30       | 192   | 6,40     |
| 2023-24   | Carlos Álvarez          | España               | Abanca Ademar León       | 30       | 200   | 6,67     |